# Quốc ca Khu tự trị Khanty-Mansi
Quốc ca Khu tự trị Khanty-Mansi (tiếng Nga: Гимн Ханты-Мансийского автономного округа, Gimn Khanty-Mansiyskogo avtonomnogo okruga) là quốc ca của Khu tự trị Khanty-Mansi, một chủ thể liên bang của Nga. Đây là một trong những biểu tượng của Khu tự trị Khanty-Mansi cùng với cờ và huy hiệu. Nó được viết lời bởi Alexander Padchenko, và được phổ nhạc bởi Alexander Padchenko và Viktor Khudoley và được chấp nhận chính thức vào năm 2004.

## Lời
| Tiếng Nga | Latinh hóa | Tiếng Việt |
| --- | --- | --- |
| Наш округ — седой богатырь Свой дух возродил величаво, Опора России — Урал и Сибирь! Гордимся Югрою по праву!             | Naš okrug — sedoj bogatyrj Svoj duch vozrodil veličavo, Opora Rossii — Ural i Sibirj! Gordimśa Jugoju po pravu!                  | Khu tự trị của chúng ta - anh hùng rậm rạp của chúng ta Tinh thần Người hồi sinh hùng vĩ, Với sự hỗ trợ của nước Nga - Ural và Siberia! Tự hào Yugra phía bên phải!                        |
| Припев: Югра многоликая, Делами великая Идет вдохновенно вперед! Мы пишем историю Любимой Югории И славим Югорский народ! | Pripev: Jugra mnogolikaja, Delami velikaja Idet vdochnovenno vpered! My pišem istoriju Ljubimoj Jugrii I slavim Jugorskij narod! | Điệp khúc: Nhiều khuôn mặt của Yugra, Của những công việc tuyệt vời Tiến bộ với cảm hứng! Chúng ta đang viết nên lịch sử Của Yugra yêu dấu Và người dân Yugra!                             |
| Под небом сибирской земли Богатства от края до края, И крылья надежды мы здесь обрели, Югру на века прославляя!           | Pod nebom sibirskoj zemli Bogatstva ot kraja do kraja, I kryljja nadeždy my zdeś obreli, Jugru na veka proslavljaja!             | Bên dưới bầu trời là vùng đất Siberia của chúng ta Với sự giàu có từ nơi này sang nơi khác, Chúng ta đã tìm thấy đôi cánh của hy vọng ở đây, Yugra sẽ được ca ngợi mãi mãi!                |
| Припев: Югра многоликая, Делами великая Идет вдохновенно вперед! Мы пишем историю Любимой Югории И славим Югорский народ! | Pripev: Jugra mnogolikaja, Delami velikaja Idet vdochnovenno vpered! My pišem istoriju Ljubimoj Jugrii I slavim Jugorskij narod! | Điệp khúc: Nhiều khuôn mặt của Yugra, Của những công việc tuyệt vời Tiến bộ với cảm hứng! Chúng ta đang viết nên lịch sử Của Yugra yêu dấu Và người dân Yugra!                             |
| Югра — ты прекрасный наш дом, Здесь ценят всегда человека, И нашим упорством, и нашим трудом Тебе процветать век от века! | Jugra — ty prekracný naš dom, Zdeś ceńat vsegda čeloveka, I našim uporstvom, i našim trudom Tebe procvetatj vek ot veka!         | Yugra - Người là ngôi nhà xinh đẹp của chúng ta, Luôn có những người đánh giá cao, Và sự kiên trì của chúng ta, và lao động của chúng ta Người phát triển mạnh mẽ vào thời đại của thế kỷ! |
| Припев: Югра многоликая, Делами великая Идет вдохновенно вперед! Мы пишем историю Любимой Югории И славим Югорский народ! | Pripev: Jugra mnogolikaja, Delami velikaja Idet vdochnovenno vpered! My pišem istoriju Ljubimoj Jugrii I slavim Jugorskij narod! | Điệp khúc: Nhiều khuôn mặt của Yugra, Của những công việc tuyệt vời Tiến bộ với cảm hứng! Chúng ta đang viết nên lịch sử Của Yugra yêu dấu Và người dân Yugra!                             |